# 南阳晚报
南阳晚报是中華人民共和國河南省南陽市的一份報紙，由南阳日报社主管，1990年12月1日试刊，1991年1月1日正式创刊。1999年1月1日，報紙由四開四版擴大為四開八版。

## 外部連結
- 官方网站